# Barbara Meyer
Barbara Meyer (* 2. Juli 1956 in Stuttgart) stand im Verdacht, ein Mitglied der linksextremistischen terroristischen Vereinigung Rote Armee Fraktion (RAF) gewesen zu sein. Sie war ab 1985 eine der am dringendsten gesuchten Personen der Bundesrepublik Deutschland.

## Leben
Barbara Meyer tauchte mit ihrem Ehemann Horst Ludwig Meyer 1984 unter. Ab 1985 wurde sie unter anderem wegen des Verdachts der Mitgliedschaft in der terroristischen Vereinigung RAF gesucht. Meyer lebte seit der zweiten Hälfte der achtziger Jahre im Libanon und trennte sich dort von Horst Ludwig Meyer. Später lernte sie einen Libanesen kennen und brachte einen Sohn zur Welt.
Unter Tatverdacht geriet Meyer in Zusammenhang mit der Ermordung des MTU-Chefs Ernst Zimmermann durch die Rote Armee Fraktion am 1. Februar 1985. Ferner war sie dringend verdächtig, am 3. Juni 1985 an einem Überfall auf einen Geldboten (versuchter Mord in Tateinheit mit schwerem Raub) und einem versuchten Raub von Sprengstoff am 28. Juli 1985 beteiligt gewesen zu sein (jeweils in Baden-Württemberg). Im September 1985 entdeckte die Polizei eine konspirative Wohnung der RAF in Tübingen. Die Beamten fanden dort Fingerabdrücke von Barbara und Horst Ludwig Meyer, Christoph Seidler, Wolfgang Grams und Eva Haule sowie Unterlagen über ein Auto, das bei dem Überfall auf den Geldboten benutzt worden war. Ermittlungen des Bundeskriminalamts zufolge hatte Barbara Meyer die Wohnung unter dem Namen Gabi Krauss angemietet. Gegen Meyer wurde 1985 Haftbefehl auf Antrag der Bundesanwaltschaft erlassen und öffentlich gefahndet. Die Fahndung verlief ergebnislos, Meyer galt als spurlos verschwunden.
Anfang Mai 1999 stellte sie sich den Behörden in der deutschen Botschaft in Beirut und kehrte freiwillig nach Deutschland zurück. Zuvor war durch Zeitungsberichte öffentlich bekannt geworden, dass sich aus Sicht des Bundesamts für Verfassungsschutz „an der tatsächlichen Zugehörigkeit zum Kreis der Illegalen“ der RAF erhebliche Zweifel ergeben hätten. Nach ihrer Ankunft auf dem Flughafen Frankfurt Main am 8. Mai 1999 wurde sie festgenommen und nach Erlass eines neuen Haftbefehls durch den Ermittlungsrichter beim Bundesgerichtshof in Untersuchungshaft genommen. Am 11. Oktober 1999 wurde sie auf Antrag ihrer Verteidigerin aus der Untersuchungshaft (Außenstelle Bühl der Justizvollzugsanstalt Karlsruhe) entlassen, da nach der Einschulung ihres Sohnes keine Fluchtgefahr mehr angenommen wurde.
Eine Beteiligung an den ihr vorgeworfenen Taten wurde von Meyer bestritten. Da ihr keine Beteiligung an den zur Last gelegten Straftaten „mit der zur Anklageerhebung erforderlichen Sicherheit nachgewiesen werden“ konnte und der Vorwurf der RAF-Mitgliedschaft zwischen 1984 und 1986 der Strafverfolgungsverjährung unterlag, wurde das Ermittlungsverfahren gegen sie im November 2000 eingestellt.